# 凱蒂·曼森
凱蒂·曼森（英語：Candy Manson，1983年10月11日—）是一位波蘭裔美國女色情演員。
她於2005年開始進入成人界，後又於芝加哥當了4年的脫衣舞孃。在成人界，她的影片多為BDSM和拜物教題材。
2007年獲得成人影帶新聞獎最佳女主角獎的提名。

## 圖集

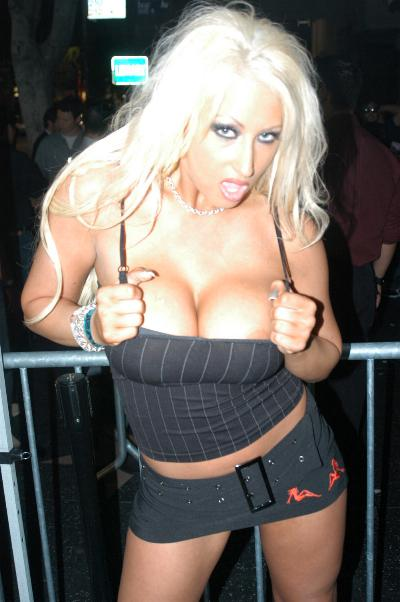
曼森於2006年
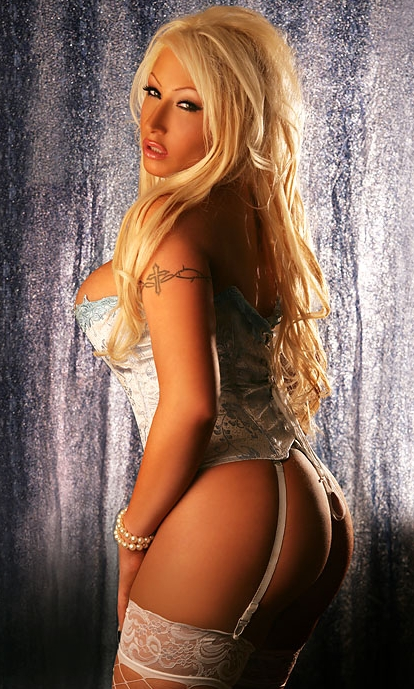
曼森的寫真照
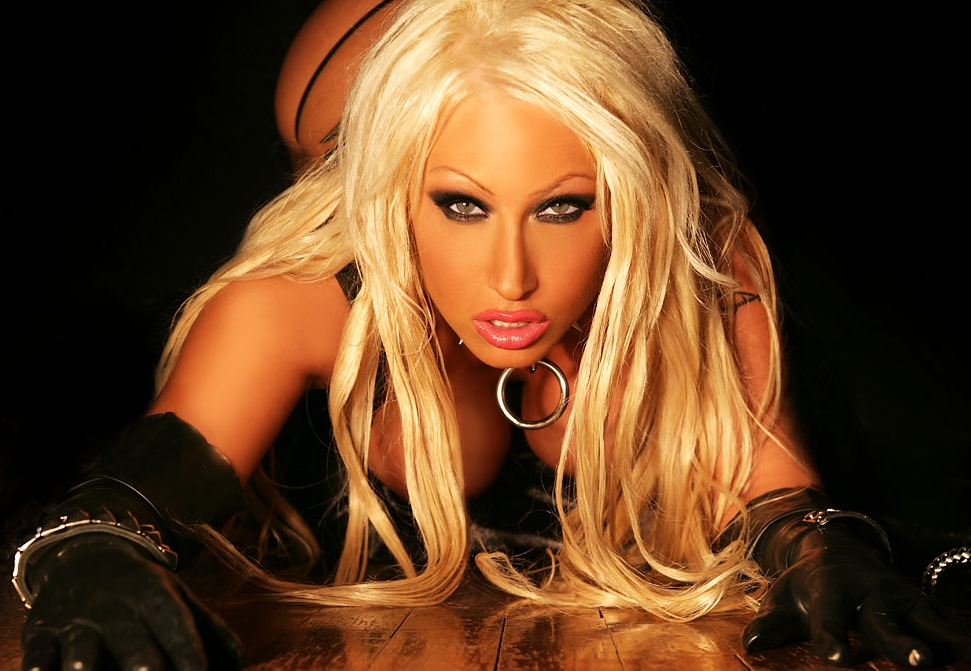
曼森的寫真照

## 外部連結
- 官方網站
- 凱蒂·曼森在網際網路成人電影資料庫
- 成人電影資料庫上凱蒂·曼森的资料（英文）